# Raphetis
Raphetis is een geslacht van kevers uit de familie van de loopkevers (Carabidae). De wetenschappelijke naam van het geslacht is voor het eerst geldig gepubliceerd in 1963 door Moore.

## Soorten
Het geslacht Raphetis omvat de volgende soorten:
- Raphetis curta Baehr, 2003
- Raphetis darlingtoni Moore, 1963
- Raphetis gracilis Moore, 1963